# Hadban
Hadban est l'une des lignées majeures du cheval Pur-sang arabe, réputée pour la douceur de son caractère. Les sujets toisent environ 1,50 m et portent une robe généralement baie ou bai-brun. La lignée est élevée par les nomades Bédouins `Anizzah et Ruwallah. De nos jours, l'élevage des Habdan se poursuit en Iran, pays qui comptabilise cette lignée comme une race nationale.

## Histoire
La lignée est également connue sous le nom de « Haddian » en Iran. Elle est généralement reconnue comme l'une des cinq lignées majeures de la race arabe élevées dans le désert par les Bédouins,, y compris en Iran. Cette lignée était jadis élevée par les nomades bédouins `Anizzah, mais les meilleurs sujets de la race sont désormais en possession des Ruwallah.
D'après Homer Davenport, la lignée Habdan se divise elle-même en cinq sous-lignées, la plus réputée étant Hadban Enzekhi. Hadban al-Fert serait la seule considérée comme « potelée » (chubby) par les Anazeh. Les Gomussa auraient eu les meilleurs chevaux de cette lignée à cette époque (1909).

## Description
La lignée est proche des Hamdani, avec une forte ossature et un modèle musculeux, mais de taille plus réduite, soit 1,50 m en moyenne. Ces chevaux sont réputés pour leur nature extrêmement douce et calme,.
Les robes dominantes sont le bai et le bai-brun, avec très peu de marques blanches, sinon aucune. Homer Davenport cite lui aussi ces deux robes comme étant dominantes chez la lignée Hadban Enzekhi. En Iran, les chevaux Hadban sont d'ailleurs connus comme appartenant à la « lignée noire ». 
Une étude a été publiée en 2011 concernant la consanguinité des chevaux Arabes élevés en Iran. L'échantillon de chevaux de lignée Hadban analysés étant très faible (8 sujets), le taux de consanguinité de 0 qui a été trouvé n'est pas pertinent.

## Utilisation
En Iran, les chevaux de la lignée sont montés pour les sports équestres.

## Diffusion de l'élevage
Le « Haddian » est considéré comme une race arabe de selle à part entière en Iran. Elle y est élevée dans le Khouzistan, la région de Kerman, celle de Yazd, celle de Fars, et celle de Téhéran. L'étude menée par l'Université d'Uppsala et publiée en août 2010 pour la FAO le signale comme une race locale, dont le niveau de menace est inconnu.

#### Étude
- [Gharahveysi et Irani 2011] (en) Shahabodin Gharahveysi et Mehrdad Irani, « Inbreeding Study on the Iranian Arab Horse Population », World Journal of Zoology, vol. 6, no 1,‎ 2011 (ISSN 1817-3098, lire en ligne)